# Ballene praesidium
Ballene praesidium  ou Baliana est un poste militaire romain situé à l'ouest de la Maurétanie césarienne. Il se trouve actuellement sur le territoire de la commune de Yellel, dans la wilaya de Relizane .

## Histoire
D'après l'Itinéraire d'Antonin, Ballene Praesidium se situe à vingt mille pas à l'est de Castra Nova, ce qui est exact, et à 16 mille pas à l'ouest de Mina, alors que la distance entre l'Hillil et Relizane n'est que de 14 mille pas ; malgré cette anomalie, aucun autre ensemble de ruines dans le secteur ne peut correspondre à Ballene Praesidium. Ce praesidium faisait partie du boulevard militaire établi aux Ier et IIe siècles depuis Auzia jusqu'à Albulae qui s'appela d'abord Praesidium Sufative.